# Anarquismo epistemológico

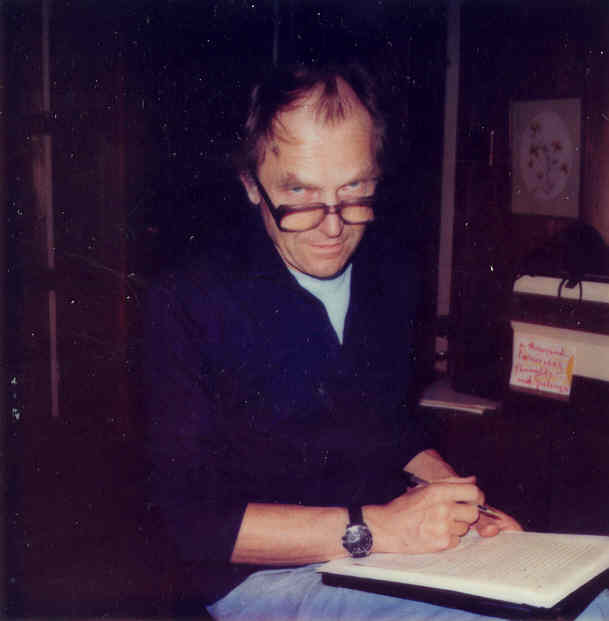
Paul Feyerabend propuso el anarquismo epistemológico.

El anarquismo epistemológico, anarquismo metodológico o dadaísmo epistemológico, es una teoría epistemológica propuesta por el filósofo de la ciencia austríaco Paul Feyerabend,  que sostiene que no existen reglas metodológicas útiles y libres de excepciones que rijan el progreso de la ciencia o el crecimiento del conocimiento.
Sostiene que la idea del funcionamiento de la ciencia mediante reglas fijas y universales es irreal, perniciosa y perjudicial para la ciencia misma. Según Feyerabend, a lo largo de la historia de la ciencia se han incumplido con éxito todas las reglas metodológicas del método científico. Señala además que no existe tampoco una separación clara entre lo que es ciencia y lo que no, indicando en ello que no sólo la ciencia ha aportado beneficios a la humanidad. Feyerabend pone de ejemplo a las ideologías y, como parte de su razonamiento, señala a la ciencia como una más entre muchas.
El uso del término anarquismo en el nombre refleja la prescripción de pluralismo metodológico de la teoría, ya que el supuesto método científico no tiene el monopolio de la verdad ni de los resultados útiles. Feyerabend consideró que la ciencia comenzó como un movimiento liberador, pero con el tiempo se había vuelto cada vez más dogmática y rígida y, por lo tanto, se había convertido cada vez más en una ideología y, a pesar de sus éxitos, la ciencia había comenzado a adquirir algunas características opresivas y no era posible encontrar una forma inequívoca de distinguir la ciencia de la religión, la magia o la mitología. Sentía que el dominio exclusivo de la ciencia como medio para dirigir la sociedad era autoritario e infundado. La promulgación de la teoría le valió a Feyerabend el título de «el peor enemigo de la ciencia» por parte de sus detractores.

## Fundamento
La teoría se basa en la observación de que no existe ningún método científico fijo identificable que sea consistente con las prácticas del paradigma del progreso científico: la revolución científica. Se trata de una crítica radical de la historiografía racionalista y empirista que tiende a representar a los héroes de la revolución científica como investigadores escrupulosos que dependen de la investigación empírica, a lo que Feyerabend responde que Galileo, por ejemplo, se basó en la retórica, la propaganda y los trucos epistemológicos para apoyar su doctrina del heliocentrismo, y que los criterios estéticos, caprichos personales y factores sociales prevalecían mucho más de lo que permitían las historiografías dominantes.
Se ha descubierto que leyes científicas como las postuladas por la física aristotélica o la newtoniana, que asumieron la postura de modelos objetivos del universo, se quedan cortas a la hora de describir la totalidad del universo. El movimiento de los modelos universales desde la física aristotélica a la física newtoniana y luego a la teoría de la relatividad de Einstein, donde cada teoría precedente ha sido refutada como un modelo de realidad enteramente universal, ilustra para el anarquista epistemológico que las teorías científicas no corresponden a la verdad, ya que son en parte manifestaciones culturales y, por tanto, no objetivas. Feyerabend hizo una comparación entre un paradigma científico que triunfa sobre otro o lo reemplaza, de la misma manera que un mito dado es adaptado y apropiado por un mito sucesor nuevo y triunfante en la mitología comparada. Feyerabend sostenía, con Imre Lakatos, que el problema de la demarcación de distinguir sobre bases objetivas la ciencia de la pseudociencia era irresoluble y, por tanto, fatal para la noción de una ciencia dirigida según reglas fijas y universales.
Feyerabend también señala que el éxito de la ciencia no se debe únicamente a sus propios métodos, sino también a que ha absorbido conocimientos de fuentes no científicas. A su vez, la noción de que no hay conocimiento fuera de la ciencia es un «cuento de hadas conveniente» sostenido sólo por dogmáticos que distorsionan la historia para conveniencia de las instituciones científicas. Por ejemplo, Copérnico estuvo fuertemente influenciado por Pitágoras, cuya visión del mundo había sido previamente rechazada por ser mística e irracional. Los escritos herméticos jugaron un papel importante tanto en las obras de Copérnico como en las de Newton. Los conocimientos astronómicos bastante precisos se remontan incluso a la Edad de Piedra, medidos en observatorios de piedra en Inglaterra y el Pacífico Sur. Invenciones premodernas como la rotación de cultivos, las plantas híbridas, las invenciones químicas y los logros arquitectónicos aún no comprendidos como el de las pirámides son ejemplos que amenazan la noción de que la ciencia es el único medio para alcanzar el conocimiento.
Feyerabend también criticó a la ciencia por no tener evidencia de sus propios preceptos filosóficos, particularmente las nociones de Uniformidad de la Ley y Uniformidad de Proceso a través del tiempo y el espacio. «Tenemos que darnos cuenta de que simplemente no existe una teoría unificada del mundo físico —dijo Feyerabend—. Tenemos teorías que funcionan en regiones restringidas, tenemos intentos puramente formales de condensarlas en una sola fórmula, tenemos muchas afirmaciones infundadas (como la afirmación de que toda la química se puede reducir a física), fenómenos que no encajan en el marco aceptado son suprimidos; en física, que muchos científicos consideran la única ciencia realmente básica, tenemos ahora al menos tres puntos de vista diferentes... sin una promesa de unificación conceptual (y no sólo formal)».
Además, Feyerabend sostuvo que decidir entre explicaciones científicas en competencia era complicado por la inconmensurabilidad de las teorías científicas. Esta hace referencia a casos en los que dos teorías explican con igual validez un mismo fenómeno. Si además sucede que ambas son incompatibles entre sí, entonces la preferencia por una u otra sólo puede ser subjetiva o arbitraria.

## Otros proponentes
Terence McKenna era admirador de filósofos como Feyerabend y Thomas Kuhn.
Ian Hacking era amigo de Feyerabend, y mantuvieron correspondencia y se citaron mutuamente. Escribió la introducción y elogió la última edición de Contra el método, citando al filósofo francés Jean Largeault, quien lo llamó «más que un libro: es un acontecimiento».
Imre Lakatos también era amigo de Feyerabend. Los dos se escribieron cartas sobre la filosofía de la ciencia que se habrían publicado en un libro llamado A favor y en contra del método, pero la muerte de Lakatos acabó con sus planes de producir este volumen de diálogo. Si bien Lakatos nunca se etiquetó así públicamente, Feyerabend sostuvo que era un colega anarquista epistemológico. Lakatos fue quien sugirió y animó a Feyerabend a escribir un libro basado en su filosofía y las conferencias que daba en sus clases, que resultó ser su obra fundamental Contra el método.